# Grièges
Grièges è un comune francese di 1 907 abitanti situato nel dipartimento dell'Ain della regione dell'Alvernia-Rodano-Alpi.
Nel territorio comunale la Veyle confluisce nella Saona.

## Storia

### Simboli
Lo stemma comunale è stato adottato il 20 ottobre 2016.

## Società

### Evoluzione demografica
Abitanti censiti